# Little Minnesota River
Der Little Minnesota River ist ein 115 km (71,4 Meilen) langer Quellfluss des Minnesota River im Nordosten des US-Bundesstaates South Dakota und Westen Minnesotas. Über den Minnesota River ist er Teil des Einzugsgebietes des Mississippi River.

## Lauf
Der Little Minnesota entspringt auf dem Coteau des Prairies im Marshall County in South Dakota, ganz in der Nähe der Stadt Veblen und fließt südwestwärts durch das Roberts County, wo zwei kleine Nebenflüsse einmünden, Standfast Creek und Jorgenson River. 
Nahe der Grenze zu Minnesota erreicht der Fluss das Urstromtal des River Warren, ein Ausfluss des letzteiszeitlichen Agassizsees. Als die Strömung des River Warren nachließ, konnte der Little Minnesota im Tal einen Schwemmkegel ausbilden. Dieser staute den Lake Traverse auf bildete sich letztendlich sogar zur kontinentalen nordamerikanischen Wasserscheide zwischen Mississippi und Hudson Bay heraus, auch Traverse Gap genannt. Der Little Minnesota folgt ab Browns Valley dem Verlauf des River Warren und mündet wenige Kilometer südöstlich in den Big Stone Lake.